# Haw Par Villa
Haw Par Villa – stacja podziemna Mass Rapid Transit (MRT) na Circle Line w Singapurze. Położona jest w parku rozrywki Haw Par Villa.